# CIMX-FM
CIMX-FM (89X) ist ein privater Hörfunksender aus Windsor in Kanada. Der Sender sendet Active-Rock- und Alternative-Rock-Musikformate. 89X versorgt das Essex County in Ontario sowie den Großraum von Detroit. Der Sender sendet auf der Frequenz 88,7 MHz mit einer Leistung von 100.000 Watt und erreicht somit auch den größten Teil von Südwest-Ontario, den Südwesten von Michigan und den Großraum von Toledo. Neben dem Sender in Kanada betreibt Bell Media einen weiteren Sender des gleichen Formats in Bingham Farms (Oakland County).

## Geschichte
Der Sender begann mit der Ausstrahlung Anfang der neunziger Jahre.

## Showsmoderation
- Cal Cagno
- Kim Scott
- Jay Hudson
- Reed
- Cristina
- Mark McKenzie
- Mr.98X
- PK